# Hypena muscosa
Hypena muscosa är en fjärilsart som beskrevs av Joannis 1932. Hypena muscosa ingår i släktet Hypena och familjen nattflyn. Inga underarter finns listade i Catalogue of Life.